# Thomas Beck (componist)

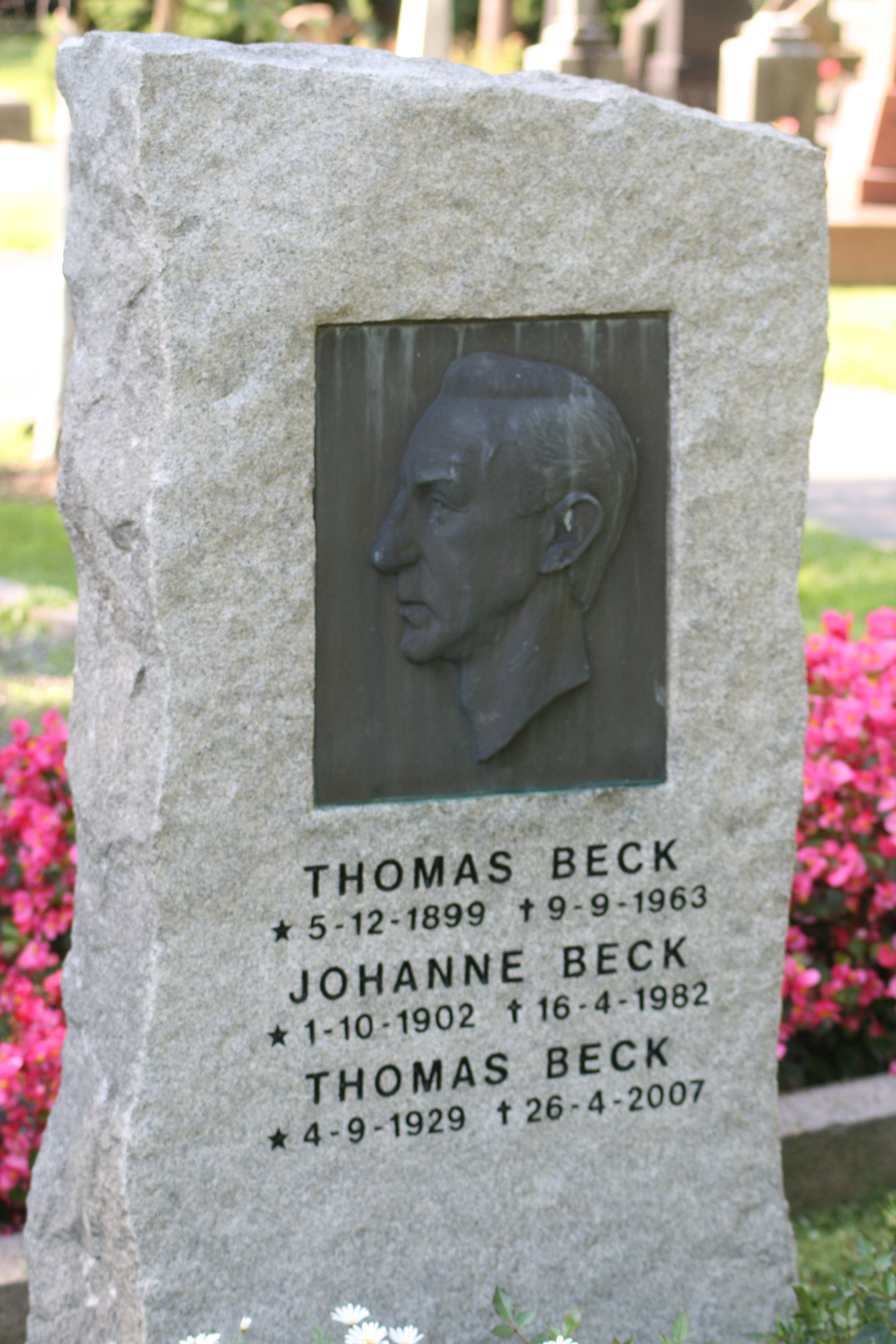
Graf van Beck in Oslo

Thomas (Ludvigsen) Beck (Horten, 5 december 1899 – Oslo, 9 september 1963) was een Noorse organist, dirigent en componist.
Hij studeerde piano, orgel en compositie aan het Conservatorium van Oslo. Hij studeerde daar in 1926 af. Vervolgens studeerde hij, net als meerdere Noorse componisten, onder wie Eyvind Alnæs, in Leipzig (1929). In 1930 kwam hij terug naar Noorwegen om een post als organist van de Ljan kirke en Klemetsrud kirke te gaan vervullen (1930–1963). Ook werd hij dirigent van het Universiteitskoor van Oslo (Akademisk Korforening), dat in 1930 was opgericht en zou uitgroeien tot een van de bekendste koren in Noorwegen, en van het plaatselijk bekende Bryn-koor. Al eerder was hij toegetreden tot het schrijverscorps van het tijdschrift Tonekunst, een functie die hij bekleedde tussen 1928 en 1955. In 1932 werd hij secretaris van Filharmonisk Selskap (tot 1940), later voorzitter van de Noorse Componistenbond (1938–1946) en ten slotte vicevoorzitter van TONO, een auteursrechtenorganisatie (1945–1948).  Vanaf 1947 was hij zestien jaar docent aan de Universiteit van Oslo. Het Universiteitskoor bracht een hommage aan hem in 1999, zijn 100e geboortejaar.

## Oeuvre
Mogelijk vanwege zijn werkzaamheden als koordirigent zijn zijn meeste werken ook in die genres terug te vinden.
Grote werken:
- Arnljot Gelline, voor solisten (sopraan, tenor, bariton, bas), gemengd koor en orkest (1937), op. 17 – teksten: Bjørnstjerne Bjørnson – première: 5 april 1937, Oslo, door Akademisk Korforening, Filharmonisk Selskaps Orkester
  1. Vinter:
    1. Skifærden
    2. På vintertinget

  2. Vår:
    1. Under vårflommen
    2. Drømmelokk
    3. Synet

  3. Sommer:
    1. Sommertoget og kongens bønn
    2. Slaget på Stiklestad

  4. Olavsdråpa
- 4 forspill til norske folketoner, voor orgel
- Ballade for orkester (1941)
- Dansar frå Gudbrandsdal, voor orkest, op. 24 (1937) – ook in een versie voor twee piano's (of piano vierhandig)
  1. Intrata quasi Springar
  2. Brurleik fra Lesja
  3. Halling frå Lom
- Hyrdene på marken - En julekantate, cantate voor solisten, gemengd koor en orgel (of piano) (1958)
  1. Intrata quasi Springar
  2. Brurleik frå Lesja
  3. Halling frå Lom
- Høyfjellet, kantate til Den norske turistforenings 75-årsjubileum. cantate voor 2 solisten (sopraan, bariton), gemengd koor en orkest, op. 25 (1946) – tekst: Leif S. Rode – première: 28 april 1946, Oslo
- Helligtrekongerspill (1939)
- Impromptu, voor piano (1922)
- Julepastorale, voor piano, (1955)
- Liten partita for orgel over L.M.Lindmans koral "Kirken den er et gammelt hus", voor orgel (1957)
- Lørdagskvell - Rapsodi over gamle norske danser, voor 2 solisten (sopraan, bariton), gemengd koor en orkest, op. 10 (1933)
- Nå kommer Sanktehans, een kinderzangspel uit Wergelands dagen voor kinderkoor – tekst: Henrik Wergeland
- Norske danser for firhendig klaver (1946)

Andere werken gebaseerd op teksten van Bjornson:
- Elsk din neste, du kristensjel voor gemengd koor
- Sangen har lysning voor gemengd koor

Werken gebaseerd op andere schrijvers:
- Nærmere deg, min Gud op teksten van Lewis Carey voor mannenkoor en gemengd koor
- Gud signe Noregs land op teksten van Arne Garborg voor gemengd koor
- Norsk hymne Fragment av kantaten "Heilag framtid", voor gemengd koor en orkest (of mannenkoor a capella) (1958) – tekst: Arne Garborg
- Bånsull, Norge (Gudbrandsdal), voor gemengd koor
- Barnlige sanger til Julens pris, voor gemengd koor (1946)
  1. Vårherre han hvilte i krybben så trang
  2. Sæle jolekveld
  3. No koma Guds englar
  4. Et barn er født i Betlehem
- Bøn, voor zangstem en piano (1950) – tekst: Nordahl Grieg
- Danse mi vise, gråte min sang, Viser og sanger voor zangstem en piano (1951–1956) – tekst: Einar Skjæraasen
- Det store gloria, voor gemengd koor en orgel, op. 9 (1925)
- Gammel Mariavise fra Thüringen, voor gemengd koor
- Hallingvisa, frit efter norsk folkevise (Hallingdal), voor vrouwenkoor (SSA) a capella (of gemengd koor)
- Helligtre konger-spillet fra Oberufer, voor gemengd koor – tekst: Erik Trummler
- Hyrdespillet fra Oberufer, voor gemengd koor en orgel (1961) – tekst: K.J.Schroer, Noorse vertaling: Johanne Beck
- Ild prøver Guld, voor zangstem en piano (1942) – tekst: Kristoffer Randers
- Jeppe og Trine (gemengd koor)
- Lokkende toner - Rapsodi over Kjerulfsanger, voor gemengd koor en piano
- Nor-sang 1, voor gemengd koor
  1. Det var je og det var du
  2. Bruremarsj fra Seljord
  3. Springdans I-II
  4. Elsk din neste
- Noregs vakt, voor mannenkoor (TTBB) en piano (1958) – tekst: Arne Garborg
- Prelude Det svaever et land, voor gemengd koor
- Schubertiana - Potpourri över Schubert-melodier, voor gemengd koor en piano (1938)
- Spelet om dei heilage tre kongane frå Oberufer, voor gemengd koor – tekst: Åse-Marie Nesse
- Tri Sivlesongar, voor zangstem en piano, op. 16 (1941) – tekst: Per Sivle
  1. Den fyrste songen
  2. Lerka
  3. Hellige tone
- Drie studentenliederen (1929)
- Sæle jolekveld
- Under himmelteiknet : Alvorstoner til alvorstekster ..., voor gemengd koor (1959) – tekst: Inge Krokann, Elias Blix, Anders Hovden, Kåre Støylen
- Vinden blæs synna - vinden blæs norda, viser og sanger voor middenstem en piano (1959) – tekst: Einar Skjæraasen
- Wergelands barnesanger, voor zangstem en piano (1944/1951) – tekst: Henrik Wergeland

Opuslijst:
- opus 9: Det store Gloria (1925)
- opus 10: Lørdagskvell (1933)
- Opus 16: Tre Sivlesongar (1941)
- Opus 17: Arnljot Gelline (waaruit ook Skifaerden en Olavsdråpa) (première 8 december 1932)
- opus 23: Miniatyrer (Miniaturen), voor piano (1947)
- opus 24: Dansar fra Gudbrandsdal (1940)
- opus 25: Høyfjellet

- Gemeinsame Normdatei: 135124514
- International Standard Name Identifier: 0000 0000 6324 023X
- Library of Congress Control Number: n91027262
- Nationale Bibliotheek van Israël: 987007418332405171
- Trove: 1161100
- Virtual International Authority File: 60718880
- WorldCat: E39PBJrGrG9VBP4CBqPTrtJMT3